# Лілі Вільямс
Лілі Вільямс (англ. Lily Williams; нар. 24 червня 1994) — американська велогонщиця, бронзова призерка Олімпійських ігор 2020 року, чемпіонка світу.

## Виступи на Олімпіадах
| Олімпіада  | Дисципліна                    | Місце |
| ---------- | ----------------------------- | ----- |
| Токіо 2020 | командна гонка переслідування | 3     |